# Paranesolotis tamdaoensis
Paranesolotis tamdaoensis is een keversoort uit de familie lieveheersbeestjes (Coccinellidae). De wetenschappelijke naam van de soort is voor het eerst geldig gepubliceerd in 1984 door Hoang.